# 刺蓋擬花鮨
刺蓋擬花鮨，又稱刺蓋擬花鱸，為輻鰭魚綱鱸形目鱸亞目鮨科的其中一種，分布於印度太平洋區，從聖誕島至萊恩群島海域，棲息深度1-18公尺，體長可達9.5公分，生活在向海礁坡，為底棲性魚類，成小群活動，屬肉食性，可作為觀賞魚。

## 擴展閱讀
維基物種上的相關：刺蓋擬花鮨